# Vảy

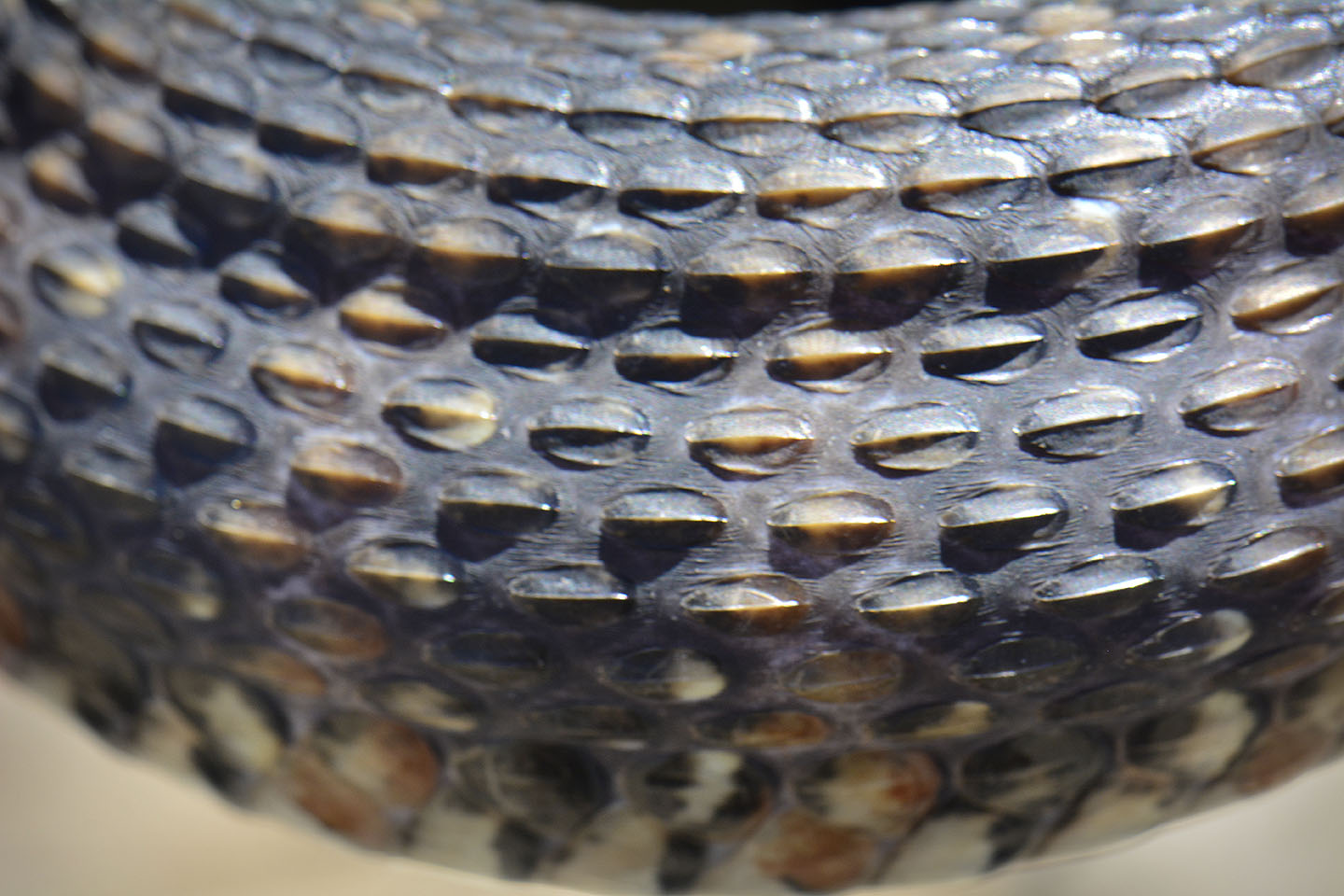
Vảy rắn của một con rắn colubrid (rắn nước vằn; Nerodia fasciata)

Trong hầu hết các danh pháp sinh học, vảy (tiếng Hy Lạp λεπίς lepis, squama Latin) là một tấm cứng nhỏ mọc ra từ da động vật nhằm mục đích bảo vệ. Ở các loài thuộc Bộ Cánh vẩy (bướm và bướm đêm), vảy là những tấm trên bề mặt cánh côn trùng và có màu sắc. Vảy khá phổ biến và đã phát triển nhiều lần thông qua quá trình tiến hóa hội tụ, với cấu trúc và chức năng khác nhau.
Vảy thường được phân loại là một phần của hệ thống tích hợp của sinh vật. Có nhiều loại vảy theo hình dạng và lớp động vật.

## Vảy cá
Vảy cá có nguồn gốc từ da, đặc biệt là trong trung bì. Thực tế này phân biệt chúng với vảy bò sát một cách tự nhiên. Về mặt di truyền, các gen tương tự liên quan đến sự phát triển răng và tóc ở động vật có vú cũng tham gia vào sự phát triển của vảy.

### Vảy cosmine
Vảy cosmine thực sự chỉ có thể được tìm thấy trên lớp Cá vây thùy. Lớp bên trong của vảy được làm bằng xương lamellar. Trên cùng là một lớp xương xốp hoặc mạch máu và sau đó là một lớp vật liệu giống như dentine gọi là cosmine. Bề mặt trên là keratin. Các loài cá vây tay đã sửa đổi vảy cosmine mà thiếu cosmine và mỏng hơn so với vảy cosmine thực sự.

### Vảy ganoid

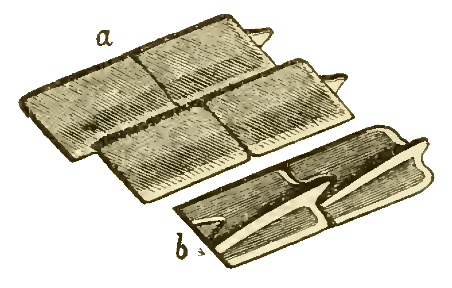
Vảy ganoid trên một con cá kỷ carbon Amblypterus striatus

Vảy ganoid có thể được tìm thấy trên các loài trong Bộ Cá láng (họ Lepisosteidae), Cá cửu sừng và sậy (họ Polypteridae). Vảy ganoid tương tự vảy cosmoid, nhưng một lớp ganoin nằm trên lớp cosmine và dưới men răng. Vảy Ganoin có hình kim cương, sáng bóng và cứng. Trong ganoin là các hợp chất guanine, dẫn xuất của guanine được tìm thấy trong phân tử DNA. Tính chất óng ánh của các hóa chất này tạo ra cho cho ganoin sự tỏa sáng.